# Shanghai Wheelock Square
Der Shanghai Wheelock Square ist ein 298 Meter hoher Wolkenkratzer in Shanghai. Das über 58 Büroetagen verfügende Gebäude ist aktuell (Stand 2015) das vierthöchste Gebäude der Stadt, nach dem Shanghai World Financial Center, dem Jin Mao Tower und dem Shimao International Plaza. Der Bau wurde 2003 begonnen, jedoch zeitweise unterbrochen. Nachdem im Herbst 2009 die Endhöhe des Turmes erreicht wurde, fand die Eröffnung im Frühjahr 2010 statt. Der Bau des vom Büro Bregman + Hamann Architects geplanten Gebäudes wurde von dem Unternehmen Wharf Holdings in Auftrag gegeben.